# Dehradun (Distrikt)
Der Distrikt Dehradun (Hindi देहरादून जिला) ist ein Distrikt des indischen Bundesstaats Uttarakhand. Sitz der Distriktverwaltung ist Dehradun – gleichzeitig Interims-Hauptstadt von Uttarakhand.

## Geografie

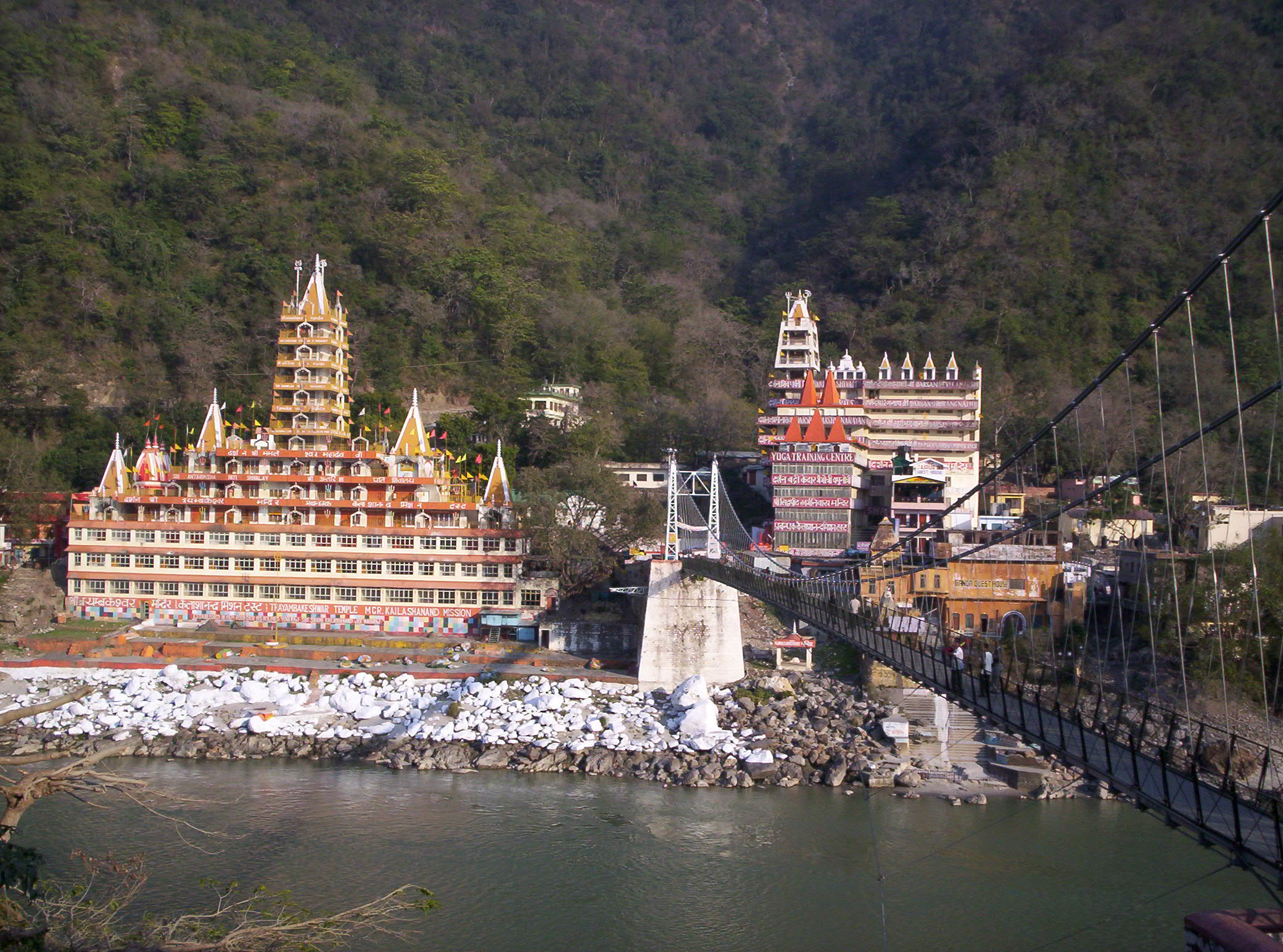
Blick über den Ganges auf Rishikesh

Der Distrikt Dehradun liegt in der Division Garhwal im Südwesten von Uttarakhand in den Siwalikketten am Fuß des Vorderen Himalaya. Dehradun grenzt im Westen an Himachal Pradesh und im Südwesten an Uttar Pradesh. Im Süden liegt der Nachbardistrikt Haridwar, im Südosten Pauri Garhwal, im Osten Tehri Garhwal und im Norden Uttarkashi. Die Fläche des Distrikts Dehradun beträgt 3088 km². Der Distrikt Dehradun liegt zwischen den Flussläufen von Tons und Yamuna im Westen sowie dem des Ganges im Osten. Die größte Stadt ist Dehradun mit 714.223 Einwohnern (Stand 2011, städtischer Ballungsraum). Danach kommt Rishikesh mit 102.158 Einwohnern.

## Bevölkerung
Nach der Volkszählung 2011 hatte der Distrikt Dehradun 1.696.694 Einwohner.

## Sehenswertes
Im Distrikt Dehradun befindet sich am Westufer des Ganges der hinduistische Wallfahrtsort Rishikesh.